# Jan Wildens

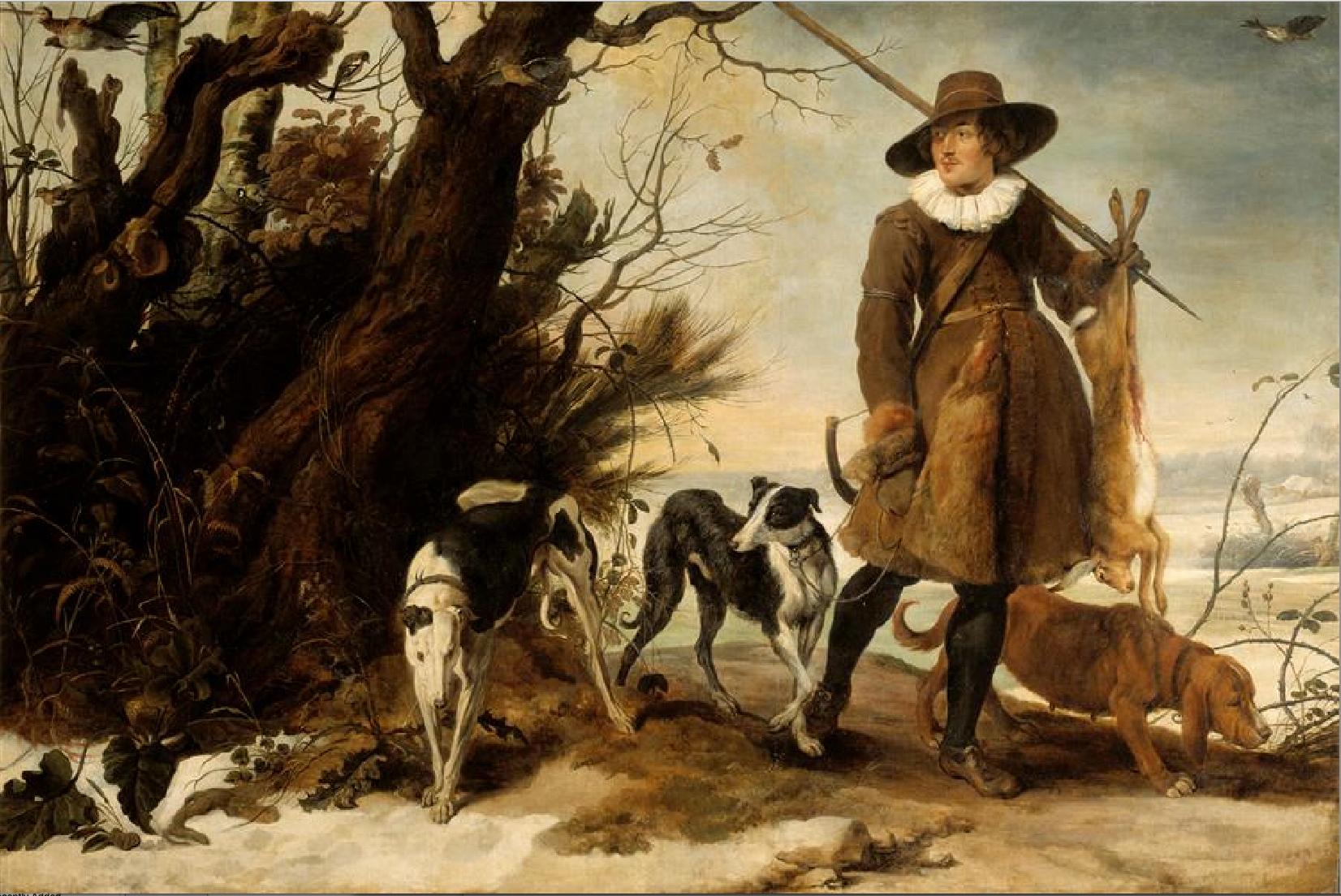
Jan van Wildens - Jägare med hundar i vinterlandskap

Jan Wildens, född 1586 i Antwerpen, död 16 oktober 1653, flamländsk målare. Han var lärjunge till Peter Verhulst och blev 1604 mästare i sin fädernestads målargille. 
Under åren 1613–1618 vistades han i Italien och kom efter sin återkomst i nära beröring med Peter Paul Rubens. I Rubens tavlor under hans bästa tid utförde Wildens ofta landskapet med bred pensel och dekorativ uppfattning, till exempel i Bortrövandet av Leukippos döttrar (cirka 1618). Han självständiga arbeten är dock mer sällsynta; bland dem är Jägare med hundar i vinterlandskap, med figurer i kroppsstorlek, en i brunt hållen, kraftigt målad realistisk bild (1624), Utsikt av Antwerpen från landsidan (1636), Landskap med väderkvarn, ovädersmoln, blixt, regn och regnbåge (1640 eller 1649) och ett stort Landskap med solnedgång över en flod med lummiga stränder. Framför allt dessa sistnämnda verk visar målaren från hans bästa sida och förklarar hur Rubens kunde välja honom till sin medhjälpare och varför framstående kopparstickare graverade hans landskap.
Förutom ovan nämnda tavlor tillskrivs han också några osignerade tavlor i Madrid, Karlsruhe och London.